# Mihail al III-lea al Constantinopolului
Mihail al III-lea din Anchialos (în greacă Μιχαὴλ Γ´; n.  ? – d. martie 1178) a fost un cleric ortodox bizantin, care a îndeplinit funcția de patriarh ecumenic al Constantinopolului din ianuarie 1170 până în martie 1178.

## Biografie

### Cariera bisericească anterioară
Era originar din orașul pontic Anchialos (astăzi orașul Pomorie din Bulgaria). Era foarte educat și avea o carieră intelectuală și administrativă strălucită.
Mihail a fost numit patriarh de către împăratul bizantin Manuel I Comnen, ceea ce a reprezentat apogeul carierei sale ecleziastice. Înainte de a deveni patriarh, Mihail al III-lea a ocupat o serie de funcții importante în administrația Bisericii Constantinopolitane, precum referendarios, epi tou sakelliou și protekdikos, fiind responsabil în ultima dintre acestea cu conducerea tribunalului care judeca cererile de adăpost în cadrul Bisericii Mari. Cea mai importantă dintre sarcinile pe care le-a îndeplinit înainte de a accede pe tronul patriarhal a fost funcția de hýpatos tōn philosóphōn (ὕπατος τῶν φιλοσόφων, „șeful filozofilor”), care fusese ocupată anterior de Mihail Psellos și Ioan Italos și în care a fost numit în jurul anilor 1165-1167; acest titlu a fost acordat conducătorului Universității imperiale din Constantinopol în perioada cuprinsă între secolele al XI-lea și al XIV-lea. El a condamnat studierea lucrărilor filozofilor neoplatoniști și a recomandat, în schimb, studierea lucrării lui Aristotel cu privire la științele naturale.

### Patriarh al Constantinopolului
Patriarhatul lui Mihail al III-lea din Anchialos a început în a doua jumătate a lunii ianuarie 1170 deoarece prima sa menționare ca patriarh are loc într-un document din 30 ianuarie 1170 al sinodului responsabil cu înăbușirea opoziției dogmatice care începuse să se dezvolte după moartea predecesorului său, Luca Chrysoberges. În cei opt ani în care a exercitat această funcție, Mihai al III-lea a primit, conform tradiției, o vizită la Constantinopol a prințesei Eufrosina de Poloțk, căreia i-a oferit o icoană.
În calitate de patriarh, Mihail al III-lea a fost nevoit să se ocupe de chestiunea teologică a relației dintre Fiul și Tatăl în cadrul Sfintei Treimi. Această controversă hristologică a apărut ca urmare a interpretării neortodoxe pe care Dimitrie din Lampi (Frigia) a dat-o versetului din Evanghelia după Ioan «ὁ Πατήρ μου μείζων μου ἐστίν», ceea ce înseamnă că Tatăl meu este mai mare decât Mine (Ioan XIV:28). Mihail a continuat politica predecesorului său, Luca Chrysoberges, care condamnase la sinodul din 1166 interpretarea neortodoxă a acestui verset, și a acționat ca purtător de cuvânt principal al împăratului în această chestiune. El a convocat în 1170 un sinod care i-a condamnat pe mitropolitul Constantin de Kerkyra și pe susținătorul său, Ioan Eirenikos, ca fiind „criptomonofiziți”. Cei doi teologi, urmându-l pe Dimitrie din Lampi, au refuzat să folosească versetul evanghelic Ioan XIV:28 pentru a face distincția între firea divină și firea umană ale lui Hristos. Ei credeau că textul descrie caracteristicile Sfintei Treimi, în care paternitatea era prin definiție „mai mare” decât filiația, și susțineau că firea umană a lui Hristos este îndumnezeită și „una” cu divinitatea și că ea poate fi distinsă de divinitatea Sa, conform prevederilor sinodului din anul 553, doar „în mintea noastră”. Prin urmare, ea nu poate fi în niciun fel „mai puțin” decât divină. Sinodul condus de Mihail al III-lea a respins acest punct de vedere și a reafirmat hotărârile Sinodului de la Calcedon și Sinodului al II-lea de la Constantinopol, proclamând că divinitatea lui Iisus este unită ipostatic cu umanitatea sa reală și activă, „creată, descriptibilă și muritoare”. Divinitatea este, cu siguranță, „mai mare” decât o astfel de umanitate.
La inițiativa lui Mihai al III-lea, Teodor Balsamon a realizat o cercetare a legilor și decretelor imperiale și ecleziastice ortodoxe, care a devenit cunoscută sub numele de „Scholia” (Σχόλια) (c. 1170), armonizând legislația bisericească cu cea imperială. Fiind un susținător loial al lui Manuel Comnen, patriarhul a emis la 24 martie 1171 un tomos care conținea un jurământ de credință față de moștenitorul împăratului.

### Relațiile cu Biserica Romei
Perioada păstoririi lui Mihail a fost marcată de lupta împotriva sectelor și de eforturile de unificare a Bisericii. În 1172, în contextul unei apropieri de Biserica Apostolică Armeană, împăratul Manuel I și patriarhul Mihai al III-lea i-au trimis catolicosului Nerses al IV-lea Șnorhali (1166-1173) un „Theorianos” cuprinzând nouă propuneri de reconciliere a diferențelor doctrinare (cu privire la unele dintre sinoadele bisericești, inclusiv la cel de la Calcedon, la folosirea pâinii nedospite și a vinului nediluat în Euharistie și la calendarele liturgice ale celor două biserici), dintre care cele mai importante puteau fi acceptate cu oarecare obiecții de către armeni. Urma să se întrunească un sinod în 1173 pentru a examina aceste propuneri, dar moartea lui Nerses al IV-lea a amânat negocierile. „Formalismul meschin” al lui Mihai al III-lea, moartea sa în martie 1178 și apoi cea a împăratului doi ani mai târziu, au lăsat această inițiativă fără urmări.
Mihail a susținut negocierile de unificare cu armenii, dar s-a opus încercărilor împăratului Manuel de a pune capăt Marii Schisme prin realizarea unirii Bisericii Ortodoxe cu Biserica Catolică. Continuând o politică papală de lungă durată, Alexandru al III-lea a cerut recunoașterea autorității religioase a papilor asupra creștinilor din întreaga lume și a dorit ca papa să dobândească o poziție de superioritate față de împăratul bizantin, pentru ca papii să nu cadă într-o stare de dependență odată cu schimbarea împăraților. Manuel dorea, la rândul său, recunoașterea oficială a autorității sale laice atât asupra Estului, cât și asupra Vestului. Negocierile directe pentru apropierea Bisericilor Ortodoxă și Catolică și pentru vindecarea schismei au eșuat deoarece aceste condiții nu au fost acceptate de niciuna dintre părți. Chiar dacă un împărat prooccidental precum Manuel ar fi fost de acord cu aceasta, cetățenii greci ai Imperiului ar fi respins complet orice uniune de acest fel, așa cum au făcut aproape trei sute de ani mai târziu, atunci când bisericile ortodoxe și catolice au fost reunite pentru scurt timp sub autoritatea papei. Așa cum reiese din corespondența care s-a păstrat, Mihail a manifestat o atitudine profund respectuoasă, dar intransigentă cu privire la autoritatea exercitată asupra Bisericii Bizantine. Corespondența arată, de asemenea, o bună relație de lucru cu împăratul.

### Moartea patriarhului
Durata patriarhatului lui Mihail al III-lea diferă de la o sursă la alta: 8 ani (Leunclavius, Matei Cigalas, Filip de Novara și manuscrisul Parisinus 880), 8 ani și 2 luni (Nichifor Calist și manuscrisele Atheniensis 1372 și Laurentianus LIX 13), 9 ani (Paris. suppl. 1034) și 9 ani și 2 luni (Paris. suppl. 755). Lucrarea Dictionnaire de théologie catholique menționează perioada înainte de 30 ianuarie 1170 — martie (?) 1177, iar listele lui Karl Krumbacher perioada 1169–1177. Ceea ce se știe sigur este că ultimul act semnat de Mihail al III-lea datează din 2 septembrie 1177.
Din coroborarea informațiilor incluse în toate aceste surse istorice, Grumel susține că perioada patriarhatului lui Mihail al III-lea este ianuarie 1170 – martie 1178, căci cifrele de 8 și 9 ani sunt cel mai probabil rotunjite, în timp ce manuscrisul Paris. suppl. 755 nu este o sursă prea sigură. Mihail al III-lea ar fi murit, prin urmare, în martie 1178.

## Scrieri
S-a păstrat parțial corespondența lui Mihail al III-lea cu împăratul Manuel I, precum și discursul său inaugural ca hýpatos. Patriarhului i-au mai fost atribuite alte documente, inclusiv corespondența cu papa Alexandru al III-lea, deși acestea sunt probabil texte apocrife ulterioare din secolul al XIII-lea. Mihail al III-lea a fost, de asemenea, protectorul tânărului Mihail Choniates, care a compus un encomium încă existent în onoarea lui.